# Cinco Caminos
Cinco Caminos är en ort i kommunen Ocuilan i delstaten Mexiko i Mexiko. Samhället hade 1 040 invånare vid folkräkningen år 2020.